# Paige Hauschild
Paige Hauschild (Santa Barbara, 17 agosto 1999) è una pallanuotista statunitense.
È membro della squadra nazionale di pallanuoto femminile degli Stati Uniti d'America e ha partecipato alle Olimpiadi estive di Tokyo 2020 dove ha vinto una medaglia d'oro.

## Biografia
Paige è figlia di Dwayne Hauschild, giocatore di pallavolo alla Long Beach State University e di sua moglie Jenni. È cresciuta a Santa Barbara dove ha frequentato la San Marcos High School, diplomandosi nel 2017. Hauschild frequenta la University of Southern California, dove studia comunicazione.

## Carriera
Paige Hauschild ha fatto parte della squadra americana vincitrice della medaglia d'oro ai Campionati mondiali di nuoto 2017 a Budapest e ai Campionati mondiali di nuoto 2019 a Gwangju. Le sue presenze si riscontrano anche ai Campionati mondiali giovanili di pallanuoto femminile FINA del 2016, nella Coppa del mondo FINA del 2018 e ai Giochi Panamericani del 2019 tenuti a Lima.
Ha giocato per la squadra di pallanuoto femminile della University of Southern California per la stagione dei campioni NCAA 2018.

## Palmarès

### Giochi olimpici
- 1 medaglia:
  - 1 oro (Olimpiadi estive di Tokyo 2020)

### Campionati mondiali
- 2 medaglie:
  - 1 oro (Gwanjiu 2019)
  - 1 oro (Budapest 2017)

### Giochi panamericani
- 1 medaglia
  - 1 oro (Giochi panamericani del 2019)